# Gualberto García
Gualberto García Pérez (Sevilla, 3 de julio de 1945) es un músico español que se dio a conocer por su trabajo en el grupo de rock psicodélico Smash, pionero del denominado rock andaluz. Ha colaborado, entre otros, con el cantaor Camarón de la Isla. 

## Juventud
Gualberto García nace en Sevilla el 3 de julio de 1945. Se inicia en la música en el coro de los Salesianos de Triana a los 10 años. A los 17 años, abandona los estudios y forma el grupo Los Murciélagos, con el que entra en el mundo del rock.

## Creación del rock andaluz
En 1967 se forma Smash, grupo emblemático y pionero del rock andaluz. Graban varios LP y dan conciertos en todo el territorio nacional.

## Etapa americana
Tras la disolución del grupo Smash, viaja a Estados Unidos, donde estudia música y se inicia como compositor escribiendo una ópera rock, Behind the stars, que se estrena en la Academia de la Música de Brooklyn, Nueva York. Colabora como músico de estudio en “Good Vibrations studio”, entrando así en contacto con músicos de jazz, rock y folk. Entra a formar parte de la “Yoga Symphony Orchestra” y forma un grupo con Diwan Mothihar, célebre sitarista hindú, y Arthur Volh al violín, con los que da varios conciertos.

## Vuelta a España
En 1974, vuelve a España con dos músicos americanos (Arthur Volh y Todd Purcell) y graba dos discos como solista con composiciones suyas: A la vida y al dolor (Movie Play, 1975) y Vericuetos (MP, 1976). Actúa en la edición de 1975 del Canet Rock ante más de 20.000 personas. En 1976 es invitado al I Festival de Martigues (Francia) como representante por España. Permanece varios meses dando conciertos en Francia y Holanda y compone la música de cámara que grabará a su vuelta, en 1978, con profesores de la Orquesta Nacional, dando lugar al disco titulado Otros días. En 1979 graba un disco que fusiona el cante jondo con el sitar (Gualberto y Agujetas). En estos años realiza múltiples arreglos orquestales, en los que compagina la instrumentación flamenca (palmas, voz, guitarra, etc) con la clásica (cuartetos de cuerda, tríos de viento, etc). Son producciones de este estilo el disco Casta de Lole y Manuel, donde trabaja con la Orquesta de RTV Española; “Cuaderno de coplas” y “A través del olvido” de Carlos Cano, “Rimas de Becquer” con Benito Moreno, etc.

## Los años 80
En 1983 trabaja como productor, arreglista y asesor musical en Columbia Records y graba el disco Puente mágico, para sitar y guitarra flamenca con Ricardo Miño. Da múltiples conciertos. A finales de ese año pasa una temporada en San Román de Cameros, donde se dedica exclusivamente a la composición. De esta época data su Trío de clarinetes.
En 1984 compone, por encargo del Ayuntamiento de Sevilla, un cuarteto de cuerda que se estrena con el nombre de Cuarteto Bienal en la I Bienal de Arte Flamenco. El mismo año compone la música para la obra de teatro Cuentos de la Alhambra del Grupo El Globo de Sevilla. Simultáneamente dirige el Coro Rociero de Triana, con el que grabará, a lo largo de más de 10 años de colaboración, varios discos. Compone, en 1994, una Misa a cuatro voces. 
En 1985 hace una gira, patrocinada por la Junta de Andalucía, dirigiendo un septeto (cuarteto de cuerda, flauta, oboe y clarinete), interpretando un programa íntegramente suyo; cierra la gira con un concierto en los Reales Alcázares de Sevilla.
En 1986 escribe una obra a petición de la Banda Municipal de Sevilla, que se estrena en el Parque de María Luisa. 
A partir de 1987 se introduce en el mundo de la informática musical, creando su propio estudio, lo que le permite grabar música para cine y televisión. 
En 1988 se estrena su obra Turruñuelo con la Orquesta Sinfónica Bética en el concierto inaugural de la III Bienal de arte flamenco.
En 1989 empieza su colaboración con la guitarra de Paco del Gastor, que se mantiene en la actualidad y que ha dado lugar a innumerables conciertos dentro y fuera de España.

## Los años 90
En 1990 vuelve a los escenarios como intérprete (sitar, guitarra eléctrica), usando el soporte informático como acompañamiento. El primer concierto inaugura el I Ciclo de Nueva Música de la Universidad de Sevilla. Posteriormente este concierto lo interpreta en repetidas ocasiones bajo el patrocinio de la Fundación Luis Cernuda y dará lugar a la grabación del disco Sin comentario. El mismo año dirige la orquesta de la OTI en Miami, EE. UU., en representación de España.
En 1991 participa como solista en el Festival Internacional de la Guitarra de Córdoba. Colabora en el disco de recopilación de autores españoles editado por la revista Nueva Música. El mismo año participa como solista en el Concierto Inaugural del Festival de Itálica junto al ballet de Nacho Duato.
En 1992 participa en los Encuentros de Nueva Música en un concierto que se celebra en Sevilla junto a Wim Mertens. El mismo año escribe, para la inauguración de los Juegos Olímpicos de Barcelona una pieza que une el final de una jota, interpretada por Plácido Domingo, con unas sevillanas, bailadas por Cristina Hoyos e interpretadas por la Orquesta Ciudad de Barcelona. 
En los años siguientes continua dando conciertos en solitario así como con Paco del Gastor.
En 1995 inicia un nuevo ciclo de conciertos en los que la interpretación sucesiva de diversos instrumentos (guitarra española, sitar, sarod, guitarra eléctrica y acústica, dilruba) sobre una base pregrabada, permite aunar muy distintas influencias y técnicas.
En 1996 compone e interpreta la obra Crisol para la Bienal de flamenco, integrando diversas tendencias musicales dentro de una base flamenca.
En 1998 graba otro disco en compañía de Ricardo Miño, llamado Con-trastes. Es un disco donde hay un continuo diálogo entre la guitarra de Ricardo y el sitar de Gualberto. ESte disco ganaría el 1º premio de la música Andalucía 2000. En el mismo año presenta el espectáculo Mil formas de sentir Triana en la X Bienal de flamenco de Sevilla, donde mezcla la música flamenca con la lírica. En él interviene su hija Meili García como voz soprano y violín, obteniendo gran éxito de público y crítica.

## Nuevo Milenio
En el 2000 presenta la obra Constelación flamenca para voz soprano, violín, flauta contrabajo, percusión, sitar veena y guitarra flamenca, obteniendo un gran éxito de crítica.
En el 2001, presenta un concierto organizado por la fundación “Ceiba” junto a Susana Baca. 
En el 2002 estrena en la Bienal un nuevo concierto para quinteto de viento, sitar, vina, dilruba y percusión, que obtiene gran éxito, resultando destacado en la prensa como uno de los mejores conciertos de la Bienal.
En el 2002 estrena su concierto Caminos del Aljarafe para quinteto de viento (flauta, oboe, clarinete trompa y fagot), sitar y veena. Sigue dando conciertos utilizando diferentes formaciones de músicos y componiendo la banda sonora de El Everest ya es historia de Andalucía.
En el 2004 estrena Mis cuerdas, obra para piano, chelo, guitarra flamenca, guitarra eléctrica (tapping), guitarra eléctrica y sitar.
En los siguientes años da varios conciertos con Smash, graba una Misa a 4 voces, Misa solemne, junto al Coro de la hermandad de Rocío de Triana. En ella mezcla los palos flamencos (bulería, soleá, alegrías) con la polifonía a 4 voces. Sigue dando conciertos tanto de sitar como de rock, tocando en directo tanto temas de sus dos primeros discos, A la vida y al dolor y Vericuetos, como nuevas composiciones.
Hace una versión del Himno Andaluz para vina, tiorba, oboe barroco, quinteto de cuerda y voz y actúa en varios actos conmemorativos. En el 2008 es galardonado con el reconocimiento de la Delegación de Gobierno de la Junta de Andalucía como premio a su aportación a la cultura andaluza.

## Actualidad
Actualmente sigue tocando tanto en solitario como con diversas formaciones de carácter clásico roquero o flamenco tocando sitar, veena y guitarra. Compone música para documentales y prepara un nuevo disco para editarlo en Italia con el gran clarinetista de jazz Gabriele Mirabassi.